# Lipowa (gemeente)
De gemeente Lipowa is een landgemeente in het Poolse woiwodschap Silezië, in powiat Żywiecki.
De zetel van de gemeente is in Lipowa.
Op 30 juni 2004 telde de gemeente 9630 inwoners.

## Oppervlakte gegevens
In 2002 bedroeg de totale oppervlakte van gemeente Lipowa 58,08 km², waarvan:
- agrarisch gebied: 41%
- bossen: 52%

De gemeente beslaat 5,58% van de totale oppervlakte van de powiat.

## Demografie
Stand op 30 juni 2004:
| Omschrijving                   | Totaal | Totaal | Vrouwen | Vrouwen | Mannen | Mannen |
| ------------------------------ | ------ | ------ | ------- | ------- | ------ | ------ |
| eenheid                        | aantal | %      | aantal  | %       | aantal | %      |
| inwoners                       | 9630   | 100    | 4894    | 50,8    | 4736   | 49,2   |
| bevolkingsdichtheid (inw./km²) | 165,8  | 165,8  | 84,3    | 84,3    | 81,5   | 81,5   |

In 2002 bedroeg het gemiddelde inkomen per inwoner 1214,18 zł.

## Administratieve plaatsen (sołectwo)
Leśna, Lipowa, Ostre, Sienna, Słotwina, Twardorzeczka.

## Aangrenzende gemeenten
Buczkowice, Łodygowice, Radziechowy-Wieprz, Szczyrk, Wisła, Żywiec